# Seattle Sounders FC 2023
Questa voce raccoglie le informazioni riguardanti i Seattle Sounders nelle competizioni ufficiali della stagione 2023.

## Maglie e sponsor
Il fornitore tecnico per la stagione 2023 è Adidas, mentre il main sponsor sulla maglia è Providence.
| 1ª divisa | 2ª divisa |

## Rosa
| N. |                        | Ruolo | Calciatore                 |
| -- | ---------------------- | ----- | -------------------------- |
| 3  | Ecuador (bandiera)     | D     | Xavier Arreaga             |
| 5  | Camerun (bandiera)     | D     | Nouhou Tolo                |
| 6  | Brasile (bandiera)     | C     | João Paulo                 |
| 7  | Stati Uniti (bandiera) | C     | Cristian Roldan            |
| 9  | Perù (bandiera)        | A     | Raúl Ruidíaz               |
| 10 | Uruguay (bandiera)     | C     | Nicolás Lodeiro (capitano) |
| 11 | Slovacchia (bandiera)  | C     | Albert Rusnák              |
| 12 | Colombia (bandiera)    | A     | Fredy Montero              |
| 13 | Stati Uniti (bandiera) | A     | Jordan Morris              |
| 16 | El Salvador (bandiera) | D     | Alex Roldán                |
| 19 | Brasile (bandiera)     | A     | Héber                      |
| 21 | Stati Uniti (bandiera) | C     | Reed Baker-Whiting         |
| 22 | Stati Uniti (bandiera) | C     | Kelyn Rowe                 |
| 23 | Brasile (bandiera)     | C     | Léo Chú                    |
| 24 | Svizzera (bandiera)    | P     | Stefan Frei                |

| N. |                           | Ruolo | Calciatore                 |
| -- | ------------------------- | ----- | -------------------------- |
| 25 | Stati Uniti (bandiera)    | D     | Jackson Ragen              |
| 28 | Colombia (bandiera)       | D     | Yeimar Gómez               |
| 29 | Stati Uniti (bandiera)    | P     | Jacob Castro               |
| 30 | Stati Uniti (bandiera)    | P     | Stefan Cleveland           |
| 31 | Stati Uniti (bandiera)    | D     | Travian Sousa              |
| 33 | Stati Uniti (bandiera)    | D     | Cody Baker                 |
| 35 | Stati Uniti (bandiera)    | C     | Paul Rothrock              |
| 38 | Norvegia (bandiera)       | A     | Eythor Martin Björgolfsson |
| 45 | Stati Uniti (bandiera)    | C     | Ethan Dobbelaere           |
| 73 | Stati Uniti (bandiera)    | C     | Obed Vargas                |
| 77 | Stati Uniti (bandiera)    | C     | Sota Kitahara              |
| 84 | Stati Uniti (bandiera)    | C     | Josh Atencio               |
| 92 | Francia (bandiera)        | D     | Abdoulaye Cissoko          |
| 93 | Costa d'Avorio (bandiera) | C     | Georgi Minoungou           |
| 99 | Stati Uniti (bandiera)    | A     | Dylan Teves                |

## Calciomercato

### Sessione invernale
| R. | Nome                       | da                | Modalità                |
| -- | -------------------------- | ----------------- | ----------------------- |
| A  | Héber                      | New York City     | definitivo (375 mila €) |
| P  | Jacob Castro               | S.D.S.U. Aztecs   | definitivo (gratuito)   |
| A  | Eythor Martin Björgolfsson | Kentucky Wildcats | definitivo (draft)      |
| D  | Blake Bowen                | S.D.S.U. Aztecs   | definitivo (draft)      |
| A  | Samuel Adeniran            | San Antonio FC    | fine prestito           |

| R. | Nome                  | a               | Modalità                     |
| -- | --------------------- | --------------- | ---------------------------- |
| A  | Samuel Adeniran       | St. Louis City  | definitiva (94 mila €)       |
| C  | Danny Leyva           | Colorado Rapids | prestito oneroso (83 mila €) |
| D  | Jimmy Medranda        | Columbus Crew   | definitiva (gratuita)        |
| A  | Will Bruin            | Austin FC       | definitiva (gratuita)        |
| A  | Alfonso Ocampo-Chávez | Austin FC       | definitiva (gratuita)        |

## Risultati

### Major League Soccer

#### Stagione regolare
| Arbitro: | Chilowicz |

|                                            |           |  |
| Roldan 25’ Morris 45’ Héber 53’ Morris 83’ | Marcatori |  |

| Arbitro: | Rivas |

|                      |           |  |
| Morris 35’ Héber 58’ | Marcatori |  |

| Arbitro: | Dickerson |

|             |           |  |
| Brenner 63’ | Marcatori |  |

| Seattle 18 marzo 2023, ore 13:00 UTC-7 Partita 4 | Seattle Sounders | 0 – 0 referto | Los Angeles FC | Lumen Field (32 515 spett.)\| Arbitro: \| Elfath \| |
| Arbitro:                                         | Elfath           |               |                |                                                     |

| Arbitro: | Chilowicz |

|          |           |                                             |
| Agada 5’ | Marcatori | 23’ Morris 54’ Morris 69’ Morris 77’ Morris |

| Arbitro: | Chapman |

|          |           |                        |
| Neal 63’ | Marcatori | 21’ Morris 35’ Léo Chú |

| Arbitro: | Vazquez |

|                                              |           |  |
| Atencio 65’ Ruidíaz 71’ Nerwinski 89’ (aut.) | Marcatori |  |

| Arbitro: | Fischer |

|                                                          |           |             |
| Asprilla 71’ Nathan Fogaça 76’ Niezgoda 81’ Mosquera 89’ | Marcatori | 58’ Ruidíaz |

| Arbitro: | Villarreal |

|            |           |  |
| Rusnák 79’ | Marcatori |  |

| Sandy 29 aprile 2023, ore 18:30 UTC-7 Partita 10 | Real Salt Lake | 0 – 0 referto | Seattle Sounders | America First Field (20 714 spett.)\| Arbitro: \| Saghafi \| |
| Arbitro:                                         | Saghafi        |               |                  |                                                              |

| Arbitro: | Rivas |

|                    |           |                      |
| Lodeiro 66’ (rig.) | Marcatori | 4’ Thommy 31’ Pulido |

| Arbitro: | Vazquez |

|  |           |              |
|  | Marcatori | 87’ Rothrock |

| Arbitro: | Mendoza |

|             |           |                       |
| Montero 79’ | Marcatori | 36’ Finlay 57’ Zardes |

| Arbitro: | Dickerson |

|                          |           |  |
| Vite 44’ Frei 58’ (aut.) | Marcatori |  |

| Arbitro: | Freemon |

|            |           |  |
| Morris 22’ | Marcatori |  |

| Arbitro: | Touchan |

|  |           |              |
|  | Marcatori | 48’ Ebobisse |

| Seattle 3 giugno 2023, ore 13:30 UTC-7 Partita 17 | Seattle Sounders | 0 – 0 referto | Portland Timbers | Lumen Field (42 054 spett.)\| Arbitro: \| Chapman \| |
| Arbitro:                                          | Chapman          |               |                  |                                                      |

| Arbitro: | Szpala |

|                                       |           |                                       |
| Lindsey 17’ Westwood 53’ Agyemang 89’ | Marcatori | 11’ C. Roldan 36’ Ruidíaz 70’ Ruidíaz |

| Arbitro: | Unkel |

|           |           |  |
| Bogusz 1’ | Marcatori |  |

| Seattle 24 giugno 2023, ore 19:30 UTC-7 Partita 20 | Seattle Sounders | 0 – 0 referto | Orlando City | Lumen Field (30 693 spett.)\| Arbitro: \| Lauziere \| |
| Arbitro:                                           | Lauziere         |               |              |                                                       |

| Arbitro: | Mendoza |

|                   |           |  |
| Albert Rusnák 67’ | Marcatori |  |

| Arbitro: | Touchan |

|                           |           |                                     |
| Veselinović 24’ Gauld 72’ | Marcatori | 60’ Léo Chú 76’ Léo Chú 90+1’ Gómez |

| Arbitro: | F. Bazakos |

|                                |           |  |
| Espinoza 19’ (rig.) Trauco 65’ | Marcatori |  |

| Arbitro: | N Saghafi |

|                   |           |             |
| Junqua 32’ (aut.) | Marcatori | 42’ Kamungo |

| Arbitro: | A. Chapman |

|                                 |           |  |
| 11’ Giakoumakis 65’ Giakoumakis | Marcatori |  |

| Arbitro: | Timothy Ford |

|                  |           |           |
| Gómez 56’ (aut.) | Marcatori | 17’ Gómez |

| Arbitro: | Drew Fischer |

|             |           |                       |
| Driussi 72’ | Marcatori | 48’ Morris 90’ Rusnák |

| Arbitro: | Jon Freemon |

|                        |           |                          |
| Ruidiaz 9’ Léo Chú 30’ | Marcatori | 67’ Asprilla 70’ Evander |

| Arbitro: | Allen Chapman |

|            |           |               |
| Obrian 15’ | Marcatori | 57’ A. Roldán |

| Arbitro: | Filip Dujic |

|             |           |                        |
| Bassett 80’ | Marcatori | 34’ Léo Chú 56’ Rusnák |

| Nashville 30 settembre 2023, ore 17:30 UTC-7 Partita 31 | Nashville   | 0 – 0 referto | Seattle Sounders | Geodis Park (28 291 spett.)\| Arbitro: \| Chris Penso \| |
| Arbitro:                                                | Chris Penso |               |                  |                                                          |

| Arbitro: | Victor Rivas |

|                           |           |                   |
| Morris 9’ C. Roldan 90+6’ | Marcatori | 54’ Douglas Costa |

| Seattle 7 ottobre 2023, ore 19:30 UTC-7 Partita 33 | Seattle Sounders | 0 – 0 referto | Vancouver Whitecaps | Lumen Field (33 666 spett.)\| Arbitro: \| Nima Saghafi \| |
| Arbitro:                                           | Nima Saghafi     |               |                     |                                                           |

| Arbitro: | Jair Marrufo |

|  |           |                              |
|  | Marcatori | Rusnák 23’ Parker 38’ (aut.) |

#### Playoff

##### Round One
| Arbitro: | Joseph Dickerson |

|                              |           |  |
| Rusnák 43’ (rig.) Morris 74’ | Marcatori |  |

| Arbitro: | Rosendo Mendoza |

|                                           |           |            |
| Arriola 6’ Ferreira 18’ (rig.) Obrian 89’ | Marcatori | 48’ Morris |

| Arbitro: | Fotis Bazakos |

|            |           |  |
| Rusnák 36’ | Marcatori |  |

Con la vittoria per 2-1 della serie, i Seattle Sounders si sono qualificati alle Conference Semifinals.

##### Conference Semifinals
| Arbitro: | Ted Unkel |

|  |           |             |
|  | Marcatori | 30’ Bouanga |

Con la sconfitta per 0-1, subita dal Los Angeles FC, i Seattle Sounders sono stati eliminati dai playoffs MLS 2023.

### Open Cup
I Seattle Sounders hanno iniziato la loro partecipazione alla Open Cup a partire dal terzo turno.

#### Terzo turno
| Arbitro: | Hernández |

|                                                                                  |           |                                                       |
| Montero 15’ Dobbelaere 26’ Rothrock 55’ Baker-Whiting 101’ Montero 120+4’ (rig.) | Marcatori | 53’ (rig.) Corona 73’ Corona 90+3’ Adams 115’ Kasanzu |

Con la vittoria per 5-4 sul San Diego Loyal, ottenuta ai tempi supplementari, i Seattle Sounders si sono qualificati ai sedicesimi di finale di Open Cup.

#### Sedicesimi di finale
| Arbitro: | Geringer |

|                                     |           |              |
| Aude 3’ Rodríguez 66’ Rodríguez 84’ | Marcatori | 68’ Rothrock |

Con la sconfitta per 3-1 subita dal Los Angeles Galaxy, Seattle è stata eliminata dalla Open Cup.

### Leagues Cup

#### Fase a gironi (GruppoWest 2)
| Arbitro: | G. Pacheco |

|                                   |           |  |
| Savarino 48’ Arango 51’ Rubin 88’ | Marcatori |  |

| Arbitro: | B. López |

|                      |           |                                                                |
| Lodeiro 2’ Morris 6’ | Marcatori | 31’ Berterame 45+2’ (rig.) Berterame 48’ Cortizo 63’ Berterame |

Classificandosi 3º nel girone West 2, il Seattle Sounders è stato eliminato dalla Leagues Cup.

### Coppa del mondo FIFA

#### Secondo turno
| Arbitro: | Taylor |

|  |           |           |
|  | Marcatori | 88’ Afsha |

Con la sconfitta per 0-1 contro l'Al Ahly, i Seattle Sounders sono stati eliminati dalla Coppa del mondo per club.

## Statistiche

### Statistiche di squadra
| Competizione         | P.ti | In casa | In casa | In casa | In casa | In casa | In casa | In trasferta | In trasferta | In trasferta | In trasferta | In trasferta | In trasferta | Totale | Totale | Totale | Totale | Totale | Totale | DR |
| Competizione         | P.ti | G       | V       | N       | P       | Gf      | Gs      | G            | V            | N            | P            | Gf           | Gs           | G      | V      | N      | P      | Gf     | Gs     | DR |
| -------------------- | ---- | ------- | ------- | ------- | ------- | ------- | ------- | ------------ | ------------ | ------------ | ------------ | ------------ | ------------ | ------ | ------ | ------ | ------ | ------ | ------ | -- |
| MLS                  | 53   | 17      | 7       | 6       | 4       | 19      | 11      | 17           | 7            | 5            | 5            | 22           | 21           | 34     | 14     | 11     | 9      | 41     | 32     | +9 |
| MLS Playoffs         | -    | 3       | 2       | 0       | 1       | 3       | 1       | 1            | 0            | 0            | 1            | 1            | 3            | 3      | 2      | 0      | 2      | 4      | 4      | 0  |
| Open Cup             | -    | 1       | 1       | 0       | 0       | 5       | 4       | 1            | 0            | 0            | 1            | 1            | 3            | 2      | 1      | 0      | 1      | 6      | 7      | -1 |
| Leagues Cup          | 0    | 1       | 0       | 0       | 1       | 2       | 4       | 1            | 0            | 0            | 1            | 0            | 3            | 2      | 0      | 0      | 2      | 2      | 7      | -5 |
| Coppa del mondo FIFA | -    | 1       | 0       | 0       | 1       | 0       | 1       | 0            | 0            | 0            | 0            | 0            | 0            | 1      | 0      | 0      | 1      | 0      | 1      | -1 |
| Totale               | -    | 23      | 10      | 6       | 7       | 29      | 21      | 20           | 7            | 5            | 8            | 24           | 30           | 42     | 17     | 11     | 15     | 53     | 51     | +2 |

### Statistiche individuali
| Giocatore         | MLS      | MLS  | MLS         | MLS        | Open Cup | Open Cup | Open Cup    | Open Cup   | Leagues Cup | Leagues Cup | Leagues Cup | Leagues Cup | Mondiali per club | Mondiali per club | Mondiali per club | Mondiali per club | Totale   | Totale | Totale      | Totale     |
| Giocatore         | Presenze | Reti | Ammonizioni | Espulsioni | Presenze | Reti     | Ammonizioni | Espulsioni | Presenze    | Reti        | Ammonizioni | Espulsioni  | Presenze          | Reti              | Ammonizioni       | Espulsioni        | Presenze | Reti   | Ammonizioni | Espulsioni |
| ----------------- | -------- | ---- | ----------- | ---------- | -------- | -------- | ----------- | ---------- | ----------- | ----------- | ----------- | ----------- | ----------------- | ----------------- | ----------------- | ----------------- | -------- | ------ | ----------- | ---------- |
| X. Arreaga        | 14       | 0    | 0           | 0          | 2        | 0        | 1           | 0          | 0           | 0           | 0           | 0           | 0                 | 0                 | 0                 | 0                 | 16       | 0      | 1           | 0          |
| J. Atencio        | 26       | 1    | 5           | 0          | 2        | 0        | 0           | 0          | 2           | 0           | 0           | 0           | 1                 | 0                 | 0                 | 0                 | 31       | 1      | 5           | 0          |
| C. Baker          | 12       | 0    | 3           | 0          | 2        | 0        | 1           | 0          | 1           | 0           | 0           | 0           | 0                 | 0                 | 0                 | 0                 | 15       | 0      | 4           | 0          |
| R. Baker-Whiting  | 20       | 0    | 0           | 0          | 2        | 1        | 0           | 0          | 1           | 0           | 0           | 0           | 0                 | 0                 | 0                 | 0                 | 23       | 1      | 0           | 0          |
| E.M. Björgolfsson | 0        | 0    | 0           | 0          | 1        | 0        | 0           | 0          | 0           | 0           | 0           | 0           | 0                 | 0                 | 0                 | 0                 | 1        | 0      | 0           | 0          |
| A. Cissoko        | 2        | 0    | 1           | 0          | 2        | 0        | 0           | 0          | 1           | 0           | 0           | 0           | 0                 | 0                 | 0                 | 0                 | 5        | 0      | 1           | 0          |
| S. Cleveland      | 2        | -4   | 0           | 0          | 2        | -7       | 0           | 0          | 1           | -4          | 0           | 0           | 0                 | 0                 | 0                 | 0                 | 5        | -15    | 0           | 0          |
| E. Dobbelaere     | 3        | 0    | 0           | 0          | 2        | 1        | 0           | 0          | 0           | 0           | 0           | 0           | 0                 | 0                 | 0                 | 0                 | 5        | 1      | 0           | 0          |
| S. Frei           | 36       | -32  | 0           | 0          | 0        | 0        | 0           | 0          | 1           | -3          | 0           | 0           | 1                 | -1                | 0                 | 0                 | 38       | -36    | 0           | 0          |
| Y. Gómez          | 37       | 2    | 7           | 0          | 0        | 0        | 0           | 0          | 2           | 0           | 1           | 1           | 1                 | 0                 | 0                 | 0                 | 40       | 2      | 8           | 1          |
| Héber             | 22       | 2    | 0           | 0          | 0        | 0        | 0           | 0          | 2           | 0           | 0           | 0           | 1                 | 0                 | 0                 | 0                 | 25       | 2      | 0           | 0          |
| João Paulo        | 35       | 0    | 9           | 1          | 1        | 0        | 1           | 0          | 2           | 0           | 0           | 0           | 1                 | 0                 | 0                 | 0                 | 39       | 0      | 10          | 1          |
| S. Kitahara       | 1        | 0    | 0           | 0          | 2        | 0        | 1           | 0          | 0           | 0           | 0           | 0           | 0                 | 0                 | 0                 | 0                 | 3        | 0      | 1           | 0          |
| Léo Chú           | 36       | 5    | 7           | 1          | 1        | 0        | 0           | 0          | 2           | 0           | 0           | 0           | 0                 | 0                 | 0                 | 0                 | 39       | 5      | 7           | 1          |
| N. Lodeiro        | 37       | 1    | 6           | 0          | 1        | 0        | 0           | 0          | 1           | 1           | 1           | 0           | 1                 | 0                 | 0                 | 0                 | 40       | 2      | 7           | 0          |
| G. Minoungou      | 0        | 0    | 0           | 0          | 1        | 0        | 0           | 0          | 0           | 0           | 0           | 0           | 0                 | 0                 | 0                 | 0                 | 1        | 0      | 0           | 0          |
| F. Montero        | 17       | 1    | 0           | 0          | 2        | 2        | 0           | 0          | 0           | 0           | 0           | 0           | 1                 | 0                 | 0                 | 0                 | 20       | 3      | 0           | 0          |
| J. Morris         | 30       | 13   | 0           | 0          | 0        | 0        | 0           | 0          | 2           | 1           | 0           | 0           | 1                 | 0                 | 0                 | 0                 | 33       | 14     | 0           | 0          |
| Nouhou            | 32       | 0    | 8           | 0          | 0        | 0        | 0           | 0          | 2           | 0           | 0           | 0           | 1                 | 0                 | 0                 | 0                 | 35       | 0      | 8           | 0          |
| J. Ragen          | 36       | 0    | 9           | 0          | 0        | 0        | 0           | 0          | 2           | 0           | 1           | 0           | 1                 | 0                 | 0                 | 0                 | 39       | 0      | 10          | 0          |
| A. Roldán         | 32       | 1    | 5           | 0          | 0        | 0        | 0           | 0          | 2           | 0           | 0           | 0           | 1                 | 0                 | 0                 | 0                 | 35       | 1      | 5           | 0          |
| C. Roldan         | 20       | 3    | 2           | 0          | 0        | 0        | 0           | 0          | 1           | 0           | 0           | 0           | 1                 | 0                 | 0                 | 0                 | 22       | 3      | 2           | 0          |
| P. Rothrock       | 4        | 1    | 0           | 0          | 2        | 2        | 0           | 0          | 0           | 0           | 0           | 0           | 0                 | 0                 | 0                 | 0                 | 6        | 3      | 0           | 0          |
| K. Rowe           | 10       | 0    | 0           | 0          | 1        | 0        | 0           | 0          | 0           | 0           | 0           | 0           | 0                 | 0                 | 0                 | 0                 | 11       | 0      | 0           | 0          |
| R. Ruidíaz        | 21       | 5    | 1           | 0          | 0        | 0        | 0           | 0          | 2           | 0           | 0           | 0           | 1                 | 0                 | 0                 | 0                 | 24       | 5      | 1           | 0          |
| A. Rusnák         | 36       | 7    | 5           | 0          | 0        | 0        | 0           | 0          | 2           | 0           | 0           | 0           | 1                 | 0                 | 0                 | 0                 | 39       | 7      | 5           | 0          |
| T. Sousa          | 0        | 0    | 0           | 0          | 2        | 0        | 0           | 0          | 0           | 0           | 0           | 0           | 0                 | 0                 | 0                 | 0                 | 2        | 0      | 0           | 0          |
| D. Teves          | 13       | 0    | 0           | 0          | 2        | 0        | 0           | 0          | 1           | 0           | 0           | 0           | 0                 | 0                 | 0                 | 0                 | 16       | 0      | 0           | 0          |
| H. Uderitz        | 0        | 0    | 0           | 0          | 1        | 0        | 1           | 0          | 0           | 0           | 0           | 0           | 0                 | 0                 | 0                 | 0                 | 1        | 0      | 1           | 0          |
| O. Vargas         | 24       | 0    | 0           | 0          | 1        | 0        | 0           | 0          | 2           | 0           | 0           | 0           | 0                 | 0                 | 0                 | 0                 | 27       | 0      | 0           | 0          |
| D. Leyva          | 3        | 0    | 0           | 0          | 0        | 0        | 0           | 0          | 0           | 0           | 0           | 0           | 1                 | 0                 | 0                 | 0                 | 4        | 0      | 0           | 0          |